# Back Street Girl
Pistes de Between the Buttons
My Obsession
(2) Connection
(4)
Back Street Girl est une chanson du groupe de rock britannique The Rolling Stones parue en janvier 1967 dans l'album Between the Buttons et écrite par Mick Jagger et Keith Richards. Aux Etats-Unis, la chanson absente de la version américaine de Between the Buttons apparait dans la compilation Flowers la même année.
La chanson est une valse qui met en vedette Brian Jones jouant du vibraphone et Jack Nitzsche, contributeur des Rolling Stones, au clavecin. L'accordéon est joué par Nick de Caro.
Le magazine Rolling Stone, dans son article sur les 100 plus grandes chansons des Rolling Stones a classé Back Street Girl à la 85e place. Dans une interview avec Rolling Stone en 1968, Mick Jagger a donné son avis sur l'album Between the Buttons : "Je ne sais pas, ce n'est tout simplement pas bon. Back Street Girl est à peu près la seule [chanson] que j'aime. "
Des reprises de la chanson sont apparues sur l'album Gone Too Long de Don Nix avec George Harrison (1976), le premier EP du groupe de country alternatif Golden Smog On Golden Smog, l'album Prison Bound de Social Distortion, l'album Inside Out de Bobby Darin et le deuxième album See Me, Feel Me, Touch Me, Heal Me  de Jennifer Warnes (1969).

## Analyse artistique

### Analyse des paroles
Back Street Girl est une chanson à connotation sociale façon Rolling Stones avec pour thème, non pas une histoire d'amour, mais une relation purement physique entre un aristocrate et une fille pauvre.
« Je ne veux pas que tu entres dans mon monde [...]
S'il te plait ne fais pas partie de ma vie[...]
S'il te plait n'ennuie pas ma femme »
Puis Mick Jagger donne le coup de grâce à la pauvre femme des quartiers pauvres : 
« De toute façon tu es ordinaire et grossière[...]
Fais la révérence et prends un air nonchalant rien que pour moi »
Au premier degré, le cynisme tourne à plein régime. En réalité, c'est bien une critique sociale de l'esprit bourgeois anglais des années 1960, de cet anglais apparemment bien sous tous rapports qui va chercher un certain plaisir qu'il ne peut avoir dans son milieu auprès d'une fille d'un quartier pauvre. Les paroles apparaissent d'autant plus dures que la mélodie est douce.

### Structure musicale
Le groupe aborde une nouvelle facette de leur production avec la ballade acoustique Back Street Girl que n'aurait pas renié l'artiste folk Donovan. L'excellente guitare acoustique de Keith Richards lui donne cette couleur folk bien réalisée, Mick Jagger interprète son texte avec douceur et délicatesse tout en faisant ressortir le cynisme. Bill Wyman joue simplement sa basse, tandis que Charlie Watts délaisse sa batterie pour un accompagnement minimaliste avec des claves et un tambourin.
Mais le psychédélisme n'est pas loin avec l'intervention de Brian Jones au vibraphone et l'arrangeur Jack Nitzsche au clavecin. Ce dernier a recommandé au producteur Andrew Loog Oldham d'engager l'accordéoniste Nick de Caro pour apporter une touche valse à la française et musique cajun à la fois.

## Personnel
- Mick Jagger : chant, claquement de doigts
- Keith Richards : guitare acoustique
- Brian Jones : vibraphone
- Bill Wyman : basse
- Charlie Watts : tambourin, claves
- Nick de Caro : accordéon
- Jack Nitzsche : clavecin